# Marie-Pierre Kœnig

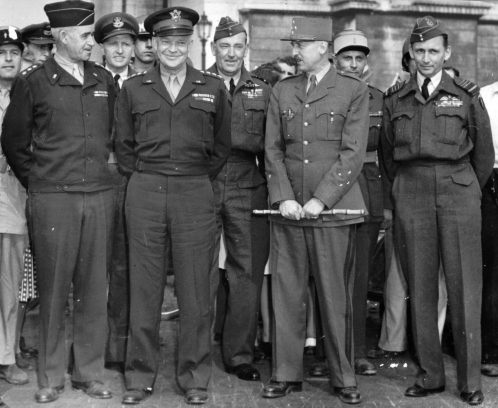
General Kœnig (med batong) tillsammans med generallöjtnant Omar Bradley, general Dwight D. Eisenhower and flygmarskalk Arthur Tedder i Paris, 1944

Marie-Pierre Kœnig, född den 10 oktober 1898 i Caen, Calvados, död den 2 september 1970 i Neuilly-sur-Seine, var en fransk armégeneral och politiker.

## Biografi
Kœnig utmärkte sig under första världskrigets strider i Nordafrika och efter kriget tjänstgjorde han vid de franska styrkorna i Marocko och Kamerun.
När andra världskriget bröt ut återvände Kœnig till Frankrike och 1940 befordrades han till kapten vid de franska styrkorna i Norge. När Frankrike föll flydde han till England från Bretagne. I London förenade han sig med Charles de Gaulle och befordrades till överste och blev chef för 1:a divisionen av den Fria franska armén.
År 1941 tjänstgjorde han i operationerna i Syrien och Libanon och befordrades senare till general och fick kommandot i 1:a franska brigaden i Egypten. Senare fungerade han som det fria Frankrikes delegat vid de allierades högkvarter under general Dwight D. Eisenhower. År 1944 fick han befälet över den fria franska armén som deltog i invasionen av Normandie och tjänstgjorde samtidigt som militär rådgivare åt de Gaulle.
I augusti 1944 utsåg de Gaulle Kœnig till militärguvernör i Paris för att leda återtagandet av staden och återställa lag och ordning. Efter kriget var Kœnig befälhavare för den franska armén i den franska ockupationszonen i Tyskland 1945–49. Han blev därefter generalinspektör i Nordafrika och 1950 vice ordförande i högsta krigsrådet. År 1951, efter sin avgång, valdes han som gaullistisk representant till den franska nationalförsamlingen och fungerade en kort tid som försvarsminister under Pierre Mendès-France (1954) och Edgar Faure (1955).

## Utmärkelser
- Médaille militaire,  26 september 1918[9]
- Companion av Franska befrielseorden,  25 juni 1942[10][11]
- Médaille de la Résistance, med  Roset,  11 mars 1947[10][12]
- Storkors av Ouissam Alaouite-orden
- Storkors av Hederslegionen[10]
- Storkorset av Ekkronans orden
- Storkors av Sankt Olavs orden
- Storkors av Kronorden
- Virtuti Militari
- Kommendör av Legion of Merit
- Kommendör av Jordbruksförtjänstorden[10]
- Suvorovorden, första klass
- Anjouans stjernes orden
- Médaille de la Reconnaissance française
- Stora ordensbandet av Nichan Iftikhar[10]
- Storkors av Dannebrogorden
- Storkorset av Oranien-Nassauorden
- Médaille commémorative des services volontaires dans la France libre
- Médaille commémorative de la guerre 1939–1945
- Médaille des Évadés
- Frankrikes kolonialmedalj
- Croix du combattant
- Croix de guerre des Théâtres d'opérations extérieurs
- Croix de guerre 1914–1918
- Croix de Guerre 1939–1945[10]
- Legionär av Legion of Merit
- Distinguished Service Order
- Storkors av Georg I:s orden
- Médaille de l'Aéronautique
- Companion av Bathorden
- Minnesmedalj för kriget 1914–1918
- Tjeckiska Segermedaljen
- Kommendörskors av Virtuti Militari

[Redigera Wikidata]